# Doumea reidi
Doumea reidi är en fiskart som beskrevs av Ferraris, Skelton och Richard P. Vari 2010. Doumea reidi ingår i släktet Doumea och familjen Amphiliidae. Inga underarter finns listade i Catalogue of Life.